# Bharatisiren
Bharatisiren — викопний рід ссавців, який існував на території сучасної Індії в ранньому міоценовому (аквітанському) періоді.

## Таксономія
Типовий вид Bharatisiren, B. kachchhebsis, спочатку був названий як вид Metaxytherium, M. kachchhebsis, Bajpai et al. (1987) з формації Харі-Наді аквітанського періоду в західній Індії. Баджпай і Домнінг (1997), однак, вважають, що M. kachchhensis досить сильно відрізняється від типового виду Metaxytherium, щоб виправдати його власний рід Bharatisiren.